# Kiscsehi
Kiscsehi (horvátul: Čejiba) község Zala vármegyében, a Letenyei járásban, a Zalai-dombságban, az Egerszeg–Letenyei-dombság területén.

## Fekvése
A település Lispeszentadorjántól délnyugatra, Budafától és Budafapusztától nyugatra, Szentmargitfalvától északra, Csörnyeföldtől északkeletre helyezkedik el, a Szentadorjáni-patak két oldalán. A település a Maróci-víztározótól délkeleti irányban fekszik.
A község központján a Muraszemenye-Lispeszentadorján közti 7541-es út halad végig; közigazgatási területét északon, egy egészen rövid szakaszon érinti a Borsfa-Lenti közti 7537-es út is, Budafapuszta településrészen pedig a 7542-es út halad végig.

## Története
A település említése 1808-ban Csehi, 1902-ben Kiscsehi. A község Bázakerettye szomszédságában fekszik, a településhez tartozik Budafapuszta, annak szép arborétuma, a vadászkastéllyal és az olajos emlékművel. Az arborétum 1990-től védettséget élvez. Kiscsehibe sok kerékpáros természetjáró is ellátogat. Elsősorban külföldi vadászok kedvelt találkozóhelye a budafai vadászház.
A 2014 szeptemberi csapadékos időjárás során a településhez közeli Maróci-víztározó gátja közel hatvan méteres szakaszon megcsúszott, amelyet mintegy 5000 homokzsákkal, valamint a további csúszás ellentartására bordás megtámasztással próbáltak megóvni az illetékes hatóságok. A falu mélyebben fekvő részeiből mintegy 30 embert kellett kitelepíteni.

## Közélete

### Polgármesterei
- 1990–1994: Nedelkó János (független)[5]
- 1994–1998: Nedelkó János (független)[6]
- 1998–2002: Süle Béla (független)[7]
- 2002–2006: Süle Béla (független)[8]
- 2006–2010: Süle Béla Endre (független)[9]
- 2010–2014: Süle Béla Endre (független)[10]
- 2014–2019: Süle Béla Endre (független)[11]
- 2019–2024: Süle Béla Endre (független)[12]
- 2024– : Süle Béla Endre (független)[1]

## Népesség
A település népességének változása:
| Lakosok száma | 170  | 171  | 165  | 161  | 161  | 169  | 161  |
|               | 2013 | 2014 | 2015 | 2021 | 2022 | 2023 | 2024 |

A 2011-es népszámlálás idején a nemzetiségi megoszlás a következő volt: magyar 95,5%, horvát 1,9%. A lakosok 75%-a római katolikusnak, 4,17% felekezeten kívülinek vallotta magát (20,8% nem nyilatkozott).
2022-ben a lakosság 96,3%-a vallotta magát magyarnak, 4,3% németnek, 1,2% szlováknak, 0,6% szlovénnek, 0,6% cigánynak, 0,6% horvátnak (2,5% nem nyilatkozott; a kettős identitások miatt a végösszeg nagyobb lehet 100%-nál). Vallásuk szerint 57,1% volt római katolikus, 3,1% református, 1,2% evangélikus, 1,2% egyéb katolikus, 1,9% felekezeten kívüli (35,4% nem válaszolt).